# Kotjärnen (Hällefors socken, Västmanland)
Kotjärnen är en sjö i Hällefors kommun i Västmanland och ingår i Göta älvs huvudavrinningsområde.